# Juri Michailowitsch Kowtun
Juri Michalowitsch Kowtun (russisch Юрий Михайлович Ковтун; * 5. Januar 1970 in Asow, UdSSR) ist ein russischer Fußballspieler. Er spielte die meiste Zeit seiner Karriere bei Dynamo Moskau und Spartak Moskau. Außerdem war er von 1994 bis 2003 Mitglied der russischen Fußballnationalmannschaft.

## Karriere
Fußballspielen lernte er im Sportinternat in Rostow am Don. Seine Laufbahn begann 1988 er in seiner Geburtsstadt bei Lutsch Asow. Ein Jahr später wechselte er zu FK SKA Rostow, dem ersten professionellen Club. Nach wiederum einem Jahr wechselte er zu Rostselmasch. Dort spielte für drei Jahre und machte die zwei Moskauer Clubs Dynamo und Spartak auf sich aufmerksam. Anfang der Saison 1993 wechselte er dann auch zu Dynamo Moskau. Fünf Jahre später ging er zu Spartak Moskau. Zu Beginn der Spielzeit 2006 wechselte er nach Wladikawkas zu Alanija. Das sollte seine letzte Station als Profifußballer sein. Gut ein Jahr nachdem er Moskau verlassen hatte, kehrte er zurück und spielte 2007 einige Spiele beim Amateurverein MWD Rossii Moskau. Dort wurde er noch im gleichen Jahr zum Trainer ernannt. Unter seiner Führung war der Club sehr erfolgreich und es gelangen zwei Aufstiege in Folge. Außerdem konnte im August 2007 der vierte Platz bei den Polizei Fußballweltmeisterschaften in Prag erreicht werden. Zur Mitte der Saison 2009 musste der Club aus finanziellen Gründen die Teilnahme in der 1. Division beenden. 2010 war Kowtun Co-Trainer bei Saljut-Energija Belgorod engagiert. Im Jahr 2012 absolvierte er sieben Spiele für die Amateurmannschaft des Vereins Arsenal Tula. Zwischen 2013 und 2014 war er im Trainerstab von Wolga Nischni Nowgorod. Am 12. August 2015 unterzeichnete er einen Zwei-Jahres-Vertrag als Co-Trainer beim FK Tosno.
Von 1994 bis 2003 war er Teil der russischen Fußballnationalmannschaft und absolvierte als linker Abwehrspieler 50 Spiele für sie, in denen er zwei Tore schoss. Er nahm an der Europameisterschaft 1996 und an der Weltmeisterschaft 2002 teil.

## Erfolge
- Russischer Meister: 1999, 2000, 2001
- Russischer Pokal: 1995, 2003
- UEFA Intertoto Cup: Viertelfinale 2004
- Europapokal der Pokalsieger: Viertelfinale 1996
- UEFA Champions League: Teilnahme UEFA Champions League 1999/00, UEFA Champions League 2000/01, UEFA Champions League 2001/02, UEFA Champions League 2002/03